# Litotomia
La litotomia è un intervento di chirurgia urologica consistente in un taglio attraverso il quale è possibile asportare un calcolo. Il termine deriva dalla lingua greca (λίθος lìthos "pietra" e τομία tomìa  "taglio") e significa letteralmente "taglio della pietra".

## Storia
Riferimenti a questa tecnica si ritrovano già in Ippocrate (460-370 a.C.), che nel suo giuramento ne vietava la pratica, onde evitare di coinvolgere la figura sacrale del medico nei rischi e danni prodotti al malato da primitive pratiche chirurgiche. L'intervento veniva praticato senza anestesia, allora sconosciuta, e comportava come pericolo immediato la morte per dolore o per emorragia incontrollabile. L'unica arma che esisteva per far fronte ai dolori provocati dagli interventi chirurgici era la velocità, che permise al chirurgo inglese del XVIII secolo William Cheselden di compiere una litotomia nel tempo record di 45 secondi. Se il paziente sopravviveva andava incontro quasi certamente a un'infezione grave, e nel caso superasse anche questa gli residuavano complicazioni molto serie come fistole urinarie e intestinali, restringimenti (stenosi) dell'uretra e impotenza.
Nel 1651 il fabbro olandese Jan de Doot, stremato dai dolori, decide di operarsi da solo riuscendo a togliersi un grosso calcolo; il fatto fu immortalato in un dipinto di Carel van Savoyen. Altri casi successivi di autoperazioni sono noti in letteratura.
La drammaticità e i rischi della litotomia giustificarono l'atteggiamento negativo di Ippocrate nei confronti di questo intervento, atteggiamento che condizionerà per più di un millennio l'approccio alla calcolosi vescicale, malattia peraltro piuttosto frequente. Bisognerà arrivare al XVI secolo per vedere l'introduzione di nuove tecniche alternative, in cui la via seguita per la estrazione del calcolo fosse quella attraverso l'uretra. Ciò non cambiò, tuttavia la natura del problema legato fondamentalmente a dolore, emorragia e infezioni, che furono di grande stimolo alle grandi scoperte del XIX secolo. La litotomia infatti rappresenta il paradigma della chirurgia del passato, violenta, crudele, drammatica, tecnicamente anche valida e spesso sofisticata ma statisticamente più pericolosa che utile. Nel XIX secolo, Horace Wells e William Green Morton, Ignaz Philipp Semmelweis e Joseph Lister con le loro straordinarie scoperte dell'anestesia e dell'antisepsi e Alexander Fleming con quella della penicillina sconfiggeranno il dolore e l'infezione aprendo l'era della chirurgia moderna. La calcolosi, dai tempi di Ippocrate fino al XIX secolo, era prevalentemente vescicale e non renale. Ciò era legato alle abitudini alimentari, collegate a loro volta con le condizioni socio-economiche della popolazione. La dieta alimentare era principalmente costituita da vegetali e cereali; la carne e i grassi erano riservati ai ricchi. La calcolosi vescicale era molto diffusa nei soggetti in età infantile (calcolosi pediatrica). Il fattore di partenza probabilmente attribuibile alla  malnutrizione delle madri, le costringeva ad interrompere precocemente l'allattamento al seno sostituendolo con un tipo di alimentazione simile a quella adulta. Qualcosa di simile si verifica ancora oggi in Asia dove lo svezzamento precoce viene effettuato con pappe di riso. In Africa, dove per tradizione l'allattamento è prolungato, la calcolosi vescicale non si manifesta.
A facilitare la formazione del calcolo era anche l'infezione urinaria, che provocava disturbi urinari e dolori locali. La sofferenza e l'invalidità procurata dal calcolo e dall'infezione portavano il malato ad accettare l'intervento sebbene consapevole degli alti rischi. La malattia veniva molto spesso affrontata in età adulta. I calcoli estratti erano molto spesso voluminosi e occorrevano anni per arrivare ad un tale sviluppo, così si passava dall'infanzia all'età adulta. Inoltre, l'organismo adulto era molto più adatto ad affrontare un'operazione di questo genere, con rischi operatori molto alti.

## Le tecniche
Le tecniche adottate dagli antichi chirurghi per penetrare nella vescica e raggiungere il calcolo possono essere ricondotte a due tipi: incisione sulla presa e incisione sulla sonda.

### Incisione sulla presa
Un'accurata descrizione della litotomia per calcolosi della vescica urinaria si trova in Aulo Cornelio Celso, enciclopedista vissuto sotto l'impero di Augusto e di Tiberio e autore di un trattato De medicina, che descrive in modo preciso ed esauriente le tecniche chirurgiche praticate ai tempi.
Secondo Celso, la litotomia andava riservata a soggetti giovani dopo un'adeguata preparazione dietetica. Era necessario che il chirurgo praticasse l'intervento in modo rapido sul paziente disteso sul dorso, a cosce flesse e con il perineo ben esposto. Veniva introdotto nell'ano l'indice della mano sinistra spingendolo verso l'alto mentre le dita della mano destra posta ad uncino sopra il pube premevano verso il basso, manovra che serviva a spingere il calcolo verso la parete e a tenerlo fermo. A questo punto, mentre gli aiutanti del chirurgo tenevano ben immobilizzato il paziente, veniva praticata un'ampia incisione tra base dello scroto e l'ano attraverso la quale veniva ricercato ed estratto il calcolo. Nel caso esso fosse particolarmente grosso, si provvedeva a frantumarlo per facilitarne la espulsione.

### Incisione sulla sonda
Questo metodo noto anche come la tecnica di Desromains si basava sull'uso di uno strumento, l'itinerarium (inventato da Jean Desromains, padre del metodo). Si trattava di una sonda metallica curvata secondo il profilo uretrale, con una scanalatura destinata alla lama del bisturi. Praticando una uretrotomia si aveva quindi accesso alla vescica attraverso la naturale via dell'uretra posteriore e si poteva estrarre il calcolo mediante pinze, se il calcolo era troppo grande si procedeva alla frantumazione. Il metodo venne divulgato da Mariano Santo, allievo di Desromains, ad Ottavio Deville che lo portò in Francia, trasmettendolo a Laurent Colot. Per otto generazioni i Colot esercitarono litotomie mantenendo il segreto. Nel 1727, in pieno Illuminismo, pubblicarono il Traité de l'opération de la taille.  
Frère Côme introdusse una sonda diversa, la sonde à dard (una lunga sonda curva che termina con una lama, che serviva ad aprire la parete vescicale dall'interno verso l'esterno).
Un'ulteriore tecnica che venne utilizzata dalla metà dell'Ottocento è quella dell'accesso sovrapubico, con l'introduzione del binomio antisepsi-anestesia. L'iniziatore di tale tecnica fu il provenzale Pierre Franco, che, mosso a compassione, decise di asportare un calcolo incidendo la parete addominale e vescicale di un bambino di 10 anni. Ippocrate aveva messo in guardia sulle ferite vescicali, inoltre le limitate conoscenze di anatomia, le contratture, il rischio di ferire l'intestino ed aprire il peritoneo limitarono il ricorso a questo intervento.